# Grande Dulce (manzana)
Grande Dulce es una  variedad cultivar de manzano (Malus domestica). Esta manzana es originaria de Galicia, está cultivada en la colección de árboles frutales y banco de germoplasma de Mabegondo con el N.º 18; ejemplares procedentes de esquejes localizados en Lubre (La Coruña).

## Sinónimos
- "Manzana Grande Dulce",[4][5]
- "Maceira Grande Dulce".

## Características
El manzano de la variedad 'Grande Dulce' tiene un vigor elevado. Tamaño grande y porte erguido.
Época de inicio de brotación a partir del 28 de marzo y de floración a partir de 22 de abril.
Las hojas tienen una longitud del limbo de tamaño largo, con la máxima anchura del limbo media. Longitud de las estípulas media y la máxima anchura de las estípulas es estrecha. Denticulación del borde del limbo es serrado, con la forma del ápice del limbo cuspidado y la forma de la base del limbo es obtuso. Con subestípulas presentes.
Sus flores tienen una longitud de los pétalos larga, anchura de los pétalos es ancha, disposición de los pétalos en contacto entre sí, con una longitud del pedúnculo larga.
La variedad de manzana 'Grande Dulce' tiene un fruto de tamaño medio, de forma plana-globosa, de color bicolor, con chapa lavada, e intensidad media. Epidermis de textura desigual con pruina en su superficie, y con presencia de cera débil. Sensibilidad al "russeting" (pardeamiento áspero superficial que presentan algunas variedades)  medianamente sensible. Con lenticelas de tamaño pequeño.
Los sépalos están dispuestos de forma variable, variable en su base; fosa calicina muy profunda de una anchura media. Pedúnculo de grosor grueso y de longitud corto, siendo la cavidad peduncular media y de anchura media. Con pulpa de color blanca, de firmeza es intermedia y textura intermedia; su jugosidad es intermedia con sabor de acidez baja dulce, y aromática.
Época de maduración y recolección a partir del 22 de septiembre. 'Grande Dulce' es una manzana que se utiliza como fruta de mesa.

## Susceptibilidades
- Oidio: ataque fuerte
- Moteado: no presenta
- Raíces aéreas: no presenta
- Momificado: no presenta
- Pulgón lanígero: no presenta
- Pulgón verde: ataque débil
- Araña roja: no presenta
- Chancro del manzano: no presenta[3]